# Abbaye de Bruern
 (mars 2024).
L’abbaye de Bruern est une ancienne abbaye cistercienne située dans le village éponyme, dans le district du West Oxfordshire (Oxfordshire), en Angleterre, fondée par les moines de Waverley. Comme la plupart des abbayes britanniques, elle a été fermée par Henry VIII durant la campagne de dissolution des monastères.

## Histoire

### Fondation
L'abbaye de Bruern est fondée à la demande de Nicholas Basset. Elle se nomme alors 'the church of Saint Mary of the heath of Tretone, nom qui restera sous différentes formes (Treton, Draitone) jusque vers 1173. Nicholas Basset fait aux moines de l'abbaye de Waverley don d'une pâture pour qu'il y construisent une abbaye.
L'abbaye croît au Moyen Âge, construit des granges dans l'ouest de l'Oxfordshire et l'est du Gloucestershire, ainsi qu'un établissement isolé à Priddy dans le Somerset. En 1232, des travaux sont effectués dans l'église abbatiale, dans laquelle un autel à la Vierge Marie et à Édouard le Confesseur est consacré en 1250 par l'évêque de St Asaph, au Pays de Galles. À la fin du XIIIe siècle, des abbés des autres fondations cisterciennes proches (Forde, Tintern et Neath) sont amenés à se réunir pour se prononcer sur la validité de l'élection d'un abbé de Bruern nommé Roger. Leur enquête ayant établi que non, il est déposé en 1279 et remplacé par Robert d'Estal.
Au XIVe siècle, une suite d'incidents amène l'abbaye à aire de lourds travaux de réfection des logements des moines. À cette occasion, on apprend que les incidents ont endommagé toutes les capacités de logement dans l'abbaye à l'exception de six, alors qu'il faudrait que les bâtiments puissent abriter « soixante moines et soixante convers », ce qui semble un chiffre exagéré.

### Liste des abbés de Bruern
- David, attesté en 1163
- Richard, mort en 1176
- Christopher, élu en janvier 1176 ou 1177, quitte sa charge en 1187
- Geoffrey, attesté en 1195 et après 1198
- J., attesté en 1203
- W., attesté en 1217
- Richard, nommé en 1218, mort en 1228
- Thomas, attesté en 1229 et en 1242
- John, attesté en 1246
- Roger, déposé en 1279
- Robert d'Estal, nommé en 1279
- Robert, attesté en 1290
- Roger de Lecebourne, attesté en 1294 et en 1299
- John, attesté en 1311 et en 1315
- Thomas, attesté en 1320 et en 1327
- Robert, attesté en 1330 et en 1340
- Roger, attesté en 1350
- Geoffrey, attesté en 1352
- John de Dunster, attesté avant 1358 et après 1366
- William, attesté en 1376 et en 1396
- Walter, nommé en 1405, attesté en 1418
- John Assheley, attesté en 1447
- John, attesté en 1464
- Peter Wynborne, nommé en 1468
- Robert King, nommé en 1515, resigned 1527
- John Chaffcombe (nommé Macye), attesté en 1529 et en 1530
- Richard King, attesté en 1535[4].

### Dissolution du monastère
En octobre 1536, comme de nombreuses autres abbayes anglaises, à la suite de la rupture entre Henry VIII et l'Église catholique, l'abbaye de Bruern est fermée lors de la campagne de dissolution des monastères.